# San Rafael Oriente
San Rafael Oriente es un distrito del municipio de San Miguel Oeste en el departamento de San Miguel, El Salvador. De acuerdo al censo oficial de 2024, tiene una población de 11.958 habitantes.

## Toponimia
Su nombre honra a Rafael Zaldívar, presidente de El Salvador.

## Historia
Según la tradición el poblado recibió el nombre de San Rafael en honor al presidente Rafael Zaldívar. Fue fundado el año 1880 en el paraje denominado El Tempiscal. Para 1885 la localidad sufrió un incendio, y su población era de 2.170 habitantes para 1890.
Para el año 1914, cuatro cantones de su jurisdicción fueron segregados para constituir el municipio de El Tránsito. El 12 de abril de 1932, San Rafael Oriente adquirió el título de villa.
En 1996 el Municipio de San Rafael Oriente recibió el título de ciudad según decreto número 671 publicado en el Diario Oficial número 6,510 de abril de 1996, bajo la administración municipal del señor Mauro Enrique Chávez, siendo su Secretario el joven Pedro Emilio Romero Guzmán. Finalmente ha sido convertido en un distrito del municipio de San Miguel Oeste en 2024.

## Información general
El distrito tiene un área de 45,02 km², y la cabecera una altitud de 120 m s. n. m. Las fiestas patronales se celebran en el mes de octubre y noviembre en honor a San Rafael.
La zona urbana de San Rafael Oriente se divide en los barrios San Juan, San Benito, El Calvario y La Merced; en su zona rural se divide en los siguientes cantones y caseríos:
Los Zelaya: Los Zelaya, El Macho, Corral de Piedra, La Bolsa y Los Navarrete
Piedra Azul: Piedra Azul, Los Pocitos, La Crucita o Piedra Azul Arriba, Los Girón, La Piedrona, El Chirrión, La Aduana, Las Brisas, Los Chimbos, Los Amaya, Los Colochos, Los Rodríguez, Los Chávez, Llano el Coyol y Los Tigres
Rodeo de Pedrón: Rodeo de Pedrón, Los Lizama, El Gato, Jurón, Los Medranos y Mameyera
Santa Clara: Santa Clara, Los Lemus, Quintanilla, Portillo, El Cerro, El Chorizo, Los Parada, El Mango, Los Amaya y Las Crucitas